# بیک‌آباد (شهرستان سوزک)
بیک‌آباد (به لاتین: Bek-Abad) یک منطقهٔ مسکونی در قرقیزستان است که در شهرستان سوزک واقع شده‌است. بیک‌آباد ۹٬۴۸۵ نفر جمعیت دارد.